# 金鉉 (嘉靖進士)
金鉉（1536年—？），字邦鼎，號三州，福建漳州府龍溪縣民籍，浙江溫州府永嘉縣人，明朝政治人物。

## 生平
嘉靖四十年（1561年）辛酉科福建鄉試第七十一名。嘉靖四十四年（1565年），登乙丑科第三甲第二十九名進士。刑部观政，本年六月授广州府推官，隆慶二年（1568年）六月升官至南京刑部主事，四年致仕。

## 墓葬
金鉉墓在今龙湾区金钟湾金宅山，2011年12月入選龙湾区文物保护单位。

## 家族
曾祖父金福；祖父金清；父金鑾，壽官。母王氏。弟金鍾、金鏡、金鉞。